# Kakisa River
Kakisa River är ett vattendrag i Kanada.   Det börjar i provinsen Alberta och rinner in i Northwest Territories, i den centrala delen av landet, 3 200 km nordväst om huvudstaden Ottawa.
Trakten runt Kakisa River är nära nog obefolkad, med mindre än två invånare per kvadratkilometer.